# Günther Busch
Günther Busch (* 13. September 1929 in Wermutshausen, Hohenlohe, heute zu Niederstetten; † 25. Juni 1995) war ein deutscher Verlagslektor. Von 1963 bis 1979 lektorierte er die edition suhrkamp.

## Leben
Günther Busch wurde als drittes Kind seiner Eltern geboren. Sein Vater war Landschullehrer und Kantor in Wermutshausen. Seine Mutter Marie Busch, geborene Dürr, war die Tochter eines Gastwirtes. Die Buschs lebten in "bescheidenen bürgerlichen Verhältnissen". Sein Vater war Sozialdemokrat und neben seinem Lehrerberuf auch Vorsteher der örtlichen Raiffeisenbank. Während der NS-Zeit wurde der Vater aufgrund einer Denunziation verhaftet: er hatte als Kantor von der Orgel-Empore herab gegen die Durchhalteparolen des Ortspfarrers protestiert.
Busch ging in Wermutshausen in die Volksschule und wechselte dann auf die Oberschule für Jungen in Bad Mergentheim. In der dortigen Stadtbücherei beeinflusste ihn der Bibliothekar Bruno Diehm im Umgang mit Büchern.
1949 absolvierte er in Bad Mergentheim die Reifeprüfung. Busch studierte ab dem Wintersemester 1949/50 an der Universität Mainz, wo er unter anderem bei Ernst Käsemann Evangelische Theologie und bei Otto Friedrich Bollnow Philosophie belegte. Weiterhin studierte er sich "quer durch die Germanistik, Romanistik und Anglistik". Er verließ die Universität zum Wintersemester 1953/54 ohne Examen, weil er "vom Existenzialismus die Nase voll" hatte. Im fränkischen Sommerhausen wurde er daraufhin Regieassistent, wo er die Schauspielerin Ingeborg Viebig-Richter kennenlernte, die er 1954 heiratete. Die Familie zog zunächst nach Stuttgart, wo Günther Busch als Literaturkritiker arbeitete. Schon im Sommer 1955 siedelte die Familie nach München über, da Busch zur regelmäßigen Mitarbeit bei der Süddeutschen Zeitung eingeladen worden war.
Busch schrieb in dieser Zeit für die Frankfurter Hefte, die Zeitschrift Texte und Zeichen sowie die Zeitschrift Merkur und arbeitete für den Hessischen Rundfunk (Abendstudio) und die Nachtstudio-Redaktion des Südwestfunks.
Nach dieser ersten Tätigkeit als Literaturkritiker und Autor schlug Busch die Laufbahn als Lektor ein. Herbert G. Göpfert, seinerzeit Cheflektor beim Carl Hanser-Verlag in München, warb Busch für den Hanser-Verlag an. Nach einem Jahr wechselte Busch nach Frankfurt zum Suhrkamp Verlag, wo ihm Siegfried Unseld das Lektorat der neu gegründeten "edition suhrkamp" angeboten hatte.
Zur Bedeutung der "edition suhrkamp" schreiben Rebekka Habermas und Walter H. Pehle:

„Diese Buchreihe hat wie keine andere den Zeitgeist der sechziger bis hinein in die siebziger Jahre mitgeformt." (...) "Die kulturpolitische Bedeutung und Wirkung der "es" ist überhaupt nicht zu überschätzen. Daß man in jenen bewegten Jahren gelegentlich von "Suhrkamp-Kultur" spracht, hatte nicht zuletzt mit der Allgegenwart der kleinen Bände zu tun."“

1979 wurde die Konzeption der Edition Suhrkamp umgestellt. Busch redigierte als letzten Band den Band 1000 der edition suhrkamp, die zweibändigen "Stichworte zur 'Geistigen Situation der Zeit'", die von Jürgen Habermas herausgegeben wurden.
Busch wechselte 1980 zur Europäischen Verlagsanstalt, wo er unter schwierigen materiellen Verhältnissen versuchte, ein wissenschaftliches Programm aufzubauen, was jedoch scheiterte. Anfang 1983 war Busch als Berater für den S. Fischer Verlag in Frankfurt am Main tätig. 1985 übernahm er schließlich die Leitung der Abteilung Wissenschaft des Fischer Taschenbuch Verlages und das Wissenschaftslektorat des S. Fischer Verlages in Frankfurt am Main.